# Частные детективы (фильм, 1976)
«Частные детективы» (англ. The Private Eyes, иер. трад. 半斤八両, кант.-рус.: Пунь кань пат лён, буквально: «Что половина цзиня, что восемь лян») — гонконгский комедийный фильм режиссёра и сценариста Майкла Хёя. Находится в списке 100 лучших китайских фильмов по версии Hong Kong Film Awards и занимает в нём 13 место. Фильм вышел на экраны 16 декабря 1976 года в Гонконге.

## Сюжет
В центре сюжета фильма находится частное детективное агентство Mannix Private Detective Agency. Его возглавляет частный детектив Вон Ёкси и его помощник Кай Пхау. Между тем Лэй Куоккит, эксперт по кунг-фу, работающий на фабрике и использующий своё мастерство, чтобы произвести впечатление на девушку, в конечном счёте теряет работу. Стремясь найти новую работу, Куоккит пытается устроиться в агентство Вона. Несмотря на представление Куоккита с использованием кунг-фу, Ёкси не впечатлён. Затем, когда кажется, что парень не получит работу, Ёкси понимает, что его бумажник пропал и был украден прохожим, столкнувшимся с ним, что приводит к сцене, где Ёкси дерётся с вором на кухне, используя колбасу в качестве нунчаки. Вон не может победить, и вор уходит, но Лэй останавливает беглеца и возвращает бумажник, желая таким образом заполучить работу в агентстве. На самом деле, бумажник был у Вона всё время; они напали на невиновного и отобрали его бумажник.
Тройка работает теперь вместе, обслуживая клиентов. Например, их нанимает одна женщина, чтобы те засняли измену мужа. Таким образом женщина сможет получить компенсацию в суде. Позже детективов нанимает владелец супермаркета, чтобы предотвратить магазинную кражу, что приводит к сцене, в которой Куоккит применяет своё боевое искусство против грабителей.
Банда грабителей во главе с Девятым Дядей берёт в заложники посетителей кинотеатра, среди которых оказывается Вон Ёкси. Вон дерётся с главарём, получив в итоге ранение в ногу. Лэй ловит нескольких из банды и избивает их. Затем члены банды уезжают в грузовике с мороженым, угнанным одним из бандитов, но Лэй побил того бандита и теперь, находясь за рулём, отвозит бандитов в полицейский участок. По пути Лэй включает морозильник, от которого мёрзнут бандиты. В полицейском участке Куоккит передаёт преступников сержанту Са Чиню. Куоккит получает премию и покидает агентство Вона, чтобы открыть свой собственный бизнес. Кай Пхау присоединяется с Куоккиту.
Несколько месяцев спустя травмированный Вон возвращается в своё агентство теперь без помощников и клиентов, которые пошли в агентство Лэя под названием Cannon Detective Service. Лэй предлагает заключить сделку с Воном, согласно которой оба работают вместе, и Лэй имеет более высокую долю от прибыли. Вон отказывается, а позже выучивает трюк Лэя, который тот показал, когда пришёл устраиваться на работу к Вону. Позже Лэй предлагает Вону работать вместе и делить прибыль пополам.

## В ролях
Примечание: имена героев даны в кантонской романизации.
| Актёр        | Роль                                    |
| ------------ | --------------------------------------- |
| Майкл Хёй    | Вон Ёкси                                |
| Сэм Хёй      | Лэй Куоккит                             |
| Рики Хёй     | Кай Пхау                                |
| Энджи Чиу    | Джеки                                   |
| Ричард Ын    | сержант полиции Са Чинь                 |
| Лоу Вайчи    | миссис Чау                              |
| Сэк Кинь     | Девятый Дядя                            |
| Чжу Му       | Чю Мук                                  |
| Стэнли Хёй   | хозяин отеля                            |
| Джо Чань     | работник завода безалкогольных напитков |
| Дэвид Чён    | парень в отеле                          |
| Лай Сиуфон   | миссис Мок                              |
| Чен Сиупхин  | магазинный вор                          |
| Лили Лён     | миссис Чю                               |
| Чань Кимвань | ворует бумажник Ёкси                    |
| Коу Хун      | Пиу                                     |
| Цзе Юань     | Большой Брат в спортзале                |

## Съёмочная группа
- Кинокомпания: Golden Harvest, Hui's Film Production Co., Ltd.
- Продюсер: Рэймонд Чоу
- Режиссёр: Майкл Хёй
- Ассистенты режиссёра: Чинь Сам, Ип Сам
- Сценарий: Майкл Хёй
- Постановщики боёв: Саммо Хун
- Художник: Чинь Сам
- Монтаж: Питер Чён
- Грим: Чань Куокхун
- Дизайнер по костюмам: Чю Синхэй
- Композитор: Лотос, Сэм Хёй
- Оператор: Чён Иучоу

## Кассовые сборы
Фильм собрал в прокате Гонконга 8 531 700 HK$ и тем самым стал самым кассовым гонконгским фильмом в 1976 году.